# テディ (競走馬)
テディ (Teddy) は第一次世界大戦のさなかスペインとフランスで走ったフランスの競走馬。種牡馬としてフランス、アメリカ合衆国で数多くの名種牡馬の父となった。

## 血統

### 血統表
| テディの血統         | テディの血統                             | テディの血統                             | （血統表の出典）                         | （血統表の出典） |
| 父系                 | テディ系                                 | テディ系                                 | テディ系                                 | [ § 2 ]          |
| 父 Ajax 1901         | 父の父Flying Fox 1896 鹿毛               | Orme                                     | Ormonde                                  | Ormonde          |
| 父 Ajax 1901         | 父の父Flying Fox 1896 鹿毛               | Orme                                     | Angelica                                 |                  |
| 父 Ajax 1901         | 父の父Flying Fox 1896 鹿毛               | Vampire                                  | Galopin                                  | Galopin          |
| 父 Ajax 1901         | 父の父Flying Fox 1896 鹿毛               | Vampire                                  | Irony                                    |                  |
| 父 Ajax 1901         | 父の母Amie 1893 栗毛                     | Clamart                                  | Saumur                                   | Saumur           |
| 父 Ajax 1901         | 父の母Amie 1893 栗毛                     | Clamart                                  | Princess Catherine                       |                  |
| 父 Ajax 1901         | 父の母Amie 1893 栗毛                     | Alice                                    | Wellingtonia                             | Wellingtonia     |
| 父 Ajax 1901         | 父の母Amie 1893 栗毛                     | Alice                                    | Asta                                     |                  |
| 母 Rondeau 1900 鹿毛 | 母の父Bay Ronald 1893                    | Hampton                                  | Lord Clifden                             | Lord Clifden     |
| 母 Rondeau 1900 鹿毛 | 母の父Bay Ronald 1893                    | Hampton                                  | Lady Langden                             |                  |
| 母 Rondeau 1900 鹿毛 | 母の父Bay Ronald 1893                    | Black Duchess                            | Galliard                                 | Galliard         |
| 母 Rondeau 1900 鹿毛 | 母の父Bay Ronald 1893                    | Black Duchess                            | Black Corrie                             |                  |
| 母 Rondeau 1900 鹿毛 | 母の母Doremi 1894 栗毛                   | Bend Or                                  | Doncaster                                | Doncaster        |
| 母 Rondeau 1900 鹿毛 | 母の母Doremi 1894 栗毛                   | Bend Or                                  | Rouge Rose                               |                  |
| 母 Rondeau 1900 鹿毛 | 母の母Doremi 1894 栗毛                   | Lady Emily                               | Macaroni                                 | Macaroni         |
| 母 Rondeau 1900 鹿毛 | 母の母Doremi 1894 栗毛                   | Lady Emily                               | May Queen                                |                  |
| 母系(F-No.)          | 2号族(FN:2-n)                            | 2号族(FN:2-n)                            | 2号族(FN:2-n)                            | [ § 3 ]          |
| 5代内の近親交配      | Bend Or 5×3=15.63%, Galopin 4×5×5=12.50% | Bend Or 5×3=15.63%, Galopin 4×5×5=12.50% | Bend Or 5×3=15.63%, Galopin 4×5×5=12.50% | [ § 4 ]          |
| 出典                 | 1. 2. 3. 4.                              | 1. 2. 3. 4.                              | 1. 2. 3. 4.                              | 1. 2. 3. 4.      |

### 血統
父アジャックスはフランスの名馬だったが、早死にしたことと、第一次世界大戦でフランス国内の競馬が壊滅したことで、フランス国内での種牡馬として大きな影響を残したというわけではない。母ロンドはイギリスのハンデ戦で活躍していたが、死産・不受胎が多く生涯に6頭しか仔馬を残さず、しかも勝ち上がったのはテディのみだった。

## 来歴

### 0歳時（1913年）
1913年、フランスのジャルディイ牧場で生産された。ジャルディイ牧場はフランス競馬史上有数の生産者、エドモン・ブランの経営する牧場である。
エドモン・ブランはモンテカルロやバーデン＝バーデンでカジノを経営する実力者であり、競馬分野でも生産者兼馬主として知られていた。テディの父馬であるアジャックスはエドモン・ブランの生産・所有馬で、その父であるフライングフォックスはエドモン・ブランがイギリスから買ってきた種牡馬である。テディが生まれた1913年にも、エドモン・ブランはフライングフォックス産駒のダゴール（Dagor）でプール・デッセ・デ・プーランに勝ち、馬主としてこのレース8度目の優勝を手に入れた。

### 1歳時（1914年）
テディも順調であればエドモン・ブランの下で走るはずであったが、テディが1歳になった1914年の夏に第一次世界大戦が勃発した。ドイツ軍に攻めこまれたフランスでは競馬を開催することがほとんど不可能になった。パリのロンシャン競馬場は救急車の待機場所になり、近郊のオートゥイユ競馬場には牛が収容されることになった。シャンティイ競馬場やメゾンラフィット競馬場でも多くの競走馬が疎開した。フランス軍は何千頭もの軍馬を徴用しようとしたが、生産者や馬主はこれを嫌ってたくさんの馬を国外へ売り払ってしまった。

### 2歳時（1915年）
エドモン・ブランも同様で、2歳になったテディを5400フランという安値で売ってしまった。当時のレートで210ポンドという安値であった。
購入したのは、イギリスのマイケルハム男爵ハーバート・スターンの秘書で、ジェファースン・デイヴィス・コーンという、いかがわしいアメリカ人だった。事実かは怪しいが、コーンは、アメリカ南北戦争時のアメリカ連合国大統領、ジェファーソン・デイヴィスから名をもらったとされている。コーンは様々な事業に手を出していたが、競馬に関しては、テディとプラッキーリージ（Plucky Liege）
を手に入れたことで、後世に多大な影響力をもつことになった。コーンは西ノルマンディーにあるボワルセル牧場 (Haras du Bois-Roussel) を20年契約で借り受け、テディをここに連れて行った。

### 3歳時（1916年）
テディは、エドモン・ブランの調教師であるロバート・デンマン (Robert Denman) によって管理された。

### 競走馬時代

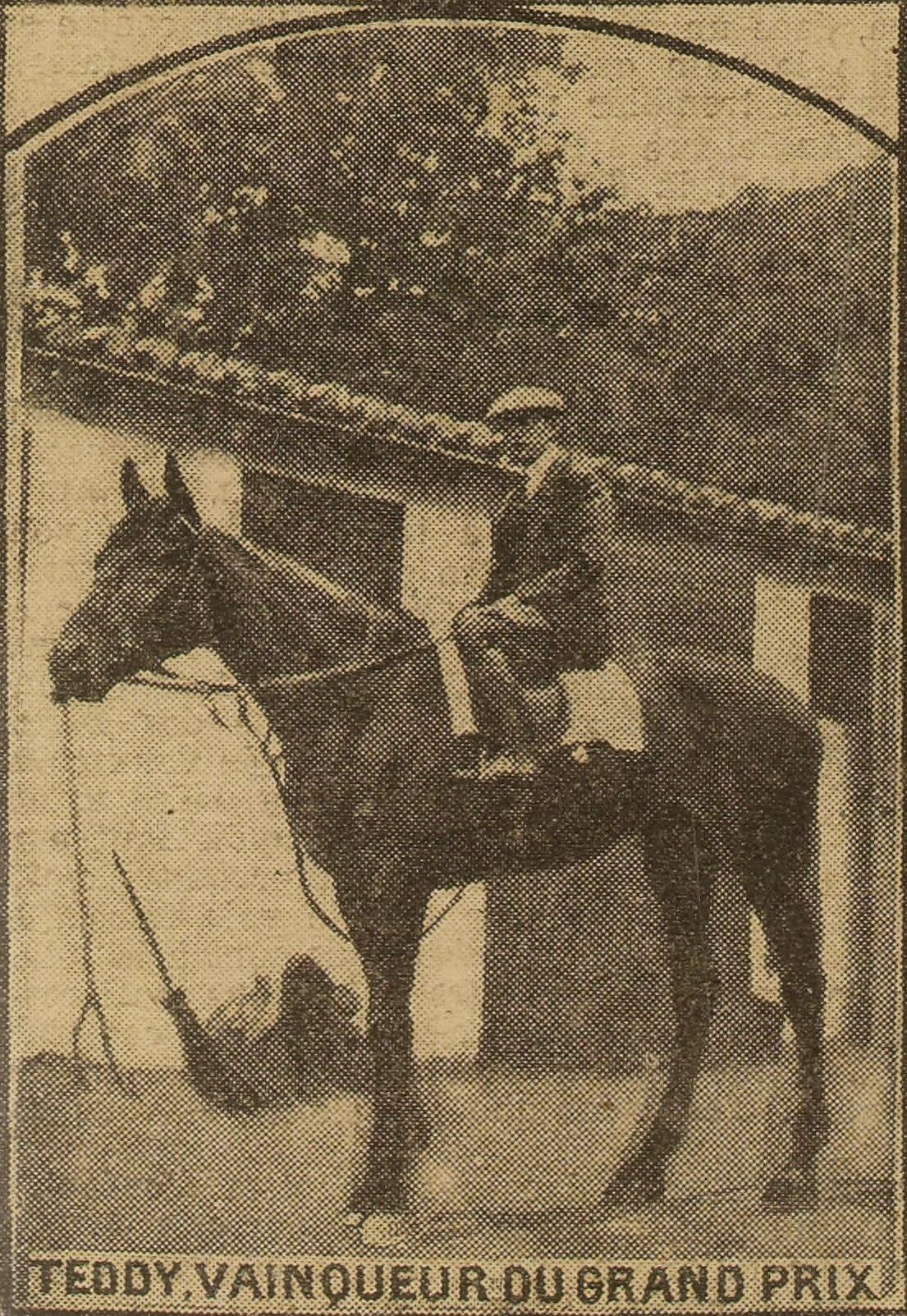
サンセバスチャン大賞優勝時のテディ。この競走はサンセバスティアン競馬場の杮落としでもあった。

テディがデビューしたのは3歳馬限定のサン・セバスチャン大賞だった（この年はフランスダービーの代替ともみなされていた）。2番人気に推されたテディは直線追い込んで初勝利を飾り、さらに続くサン・セバスチャンセントレジャーも楽勝した。しかしコパ・デ・オロ・デ・サンセバスチャンではさすがに疲労が出たのか3着に敗北した。同年秋にはフランス中部で競馬が小規模ながら再開されたためこのレースを最後に切り上げ、フランスに戻った。
フランスに戻ってからもダルネイ賞（代替リュパン賞）、トロワアン賞（代替ジョッケクルブ賞）に勝ち、サブロニエール賞でもリュパン賞馬ラファリナを破るなど能力を見せた。
- 1915年
  - スペイン（3戦2勝） - サン・セバスチャン大賞、サン・セバスチャンセントレジャー
  - フランス（4戦3勝） - ダルネイ賞、トロワアン賞
- 1916年
  - フランス（1戦1勝） - サブロニエール賞

### その後
しばらく休養の後、5歳時の1918年から、コーンのボワルセル牧場で種牡馬として供用された。1923年には3世代目の産駒サーギャラハッドがプール・デッセ・デ・プーランとジャック・ル・マロワ賞に優勝、テディはフランスのリーディングサイアーになった。その後しばらくは活躍馬が出なかったが、高齢になってローズオブイングランドやオルテッロが活躍。またサーギャラハッドとブルドッグが、アメリカ合衆国でリーディングサイアーになるなど種牡馬として成功し、テディの子孫は大きく発展していくことになる。しかしテディ自身は、1931年にコーンが世界恐慌に巻きこまれ破産したため、不遇の晩年を送った。アメリカに売却後成功できず、1936年、23歳の時にヴァージニア州の片田舎で死亡したという。死因は腸捻転であった。
その後も父方子孫は発展を続け、1948年にはサイテーションがアメリカクラシック三冠を達成、1950年代に入るとアメリカでは全ステークスウィナーの2割にまで達した。しかし代表的な競走馬が相次いで種牡馬として失敗したこと、同じベンドア系でもオーモンドではなくボナヴィスタの系統の方が拡大したこともあり、現在の勢力は小さくなっている。だが、なお母系に入っての影響力は強く、テディの五重クロスを持つアファームドを筆頭に、ニジンスキー、ザミンストレル、ノーザンテースト、ストームバード、ダンジグ、レイズアネイティヴ、サンデーサイレンス等がテディ系種牡馬を母の父に持っている。
サラブレッド以外の子孫としては、タレント馬として活躍するドックスキーピンタイムが代表的。

## 代表産駒
- アステリュー / Asterus（1926年プール・デッセ・デ・プーラン、1927年チャンピオンステークス）
- アセルスタン（wikidata） / Aethelstan（種牡馬）
- オルテッロ / Ortello（1929年デルビーイタリアーノ、ミラノ大賞典、凱旋門賞、伊リーディングサイアー6回）
- サーギャラハッド / Sir Gallahad（1923年プール・デッセ・デ・プーラン、ジャック・ル・マロワ賞、米リーディングサイアー4回）
- サンテディ / Sun Teddy（種牡馬）
- ブリュムー / Brumeux（種牡馬）
- ブルドッグ / Bull Dog（1943年米リーディングサイアー）
- ラトロワンヌ / La Troienne（繁殖牝馬）
- ローズオブイングランド / Rose of England（1930年オークス）

ステークス勝ち馬は65頭。

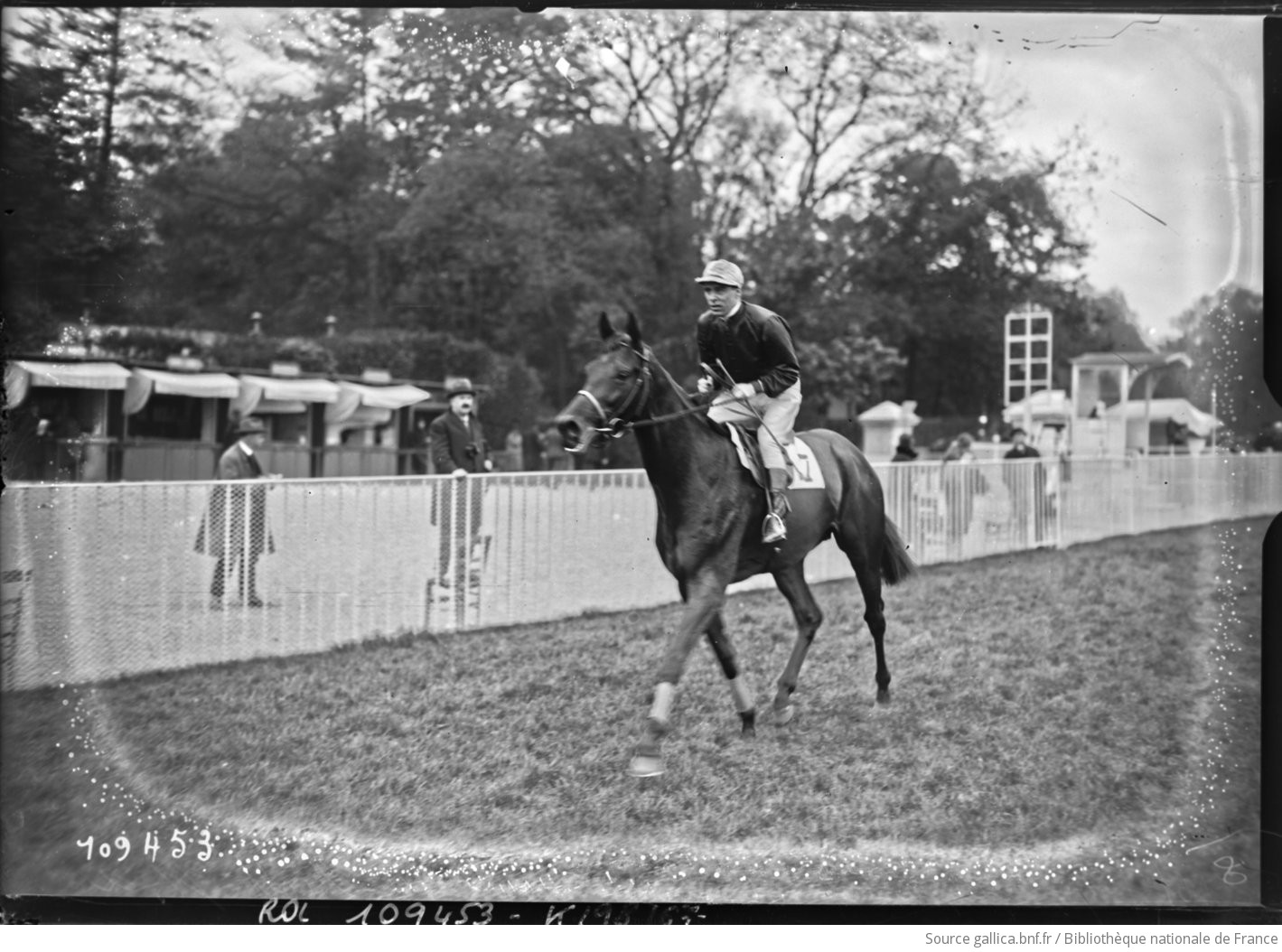
アステリュー
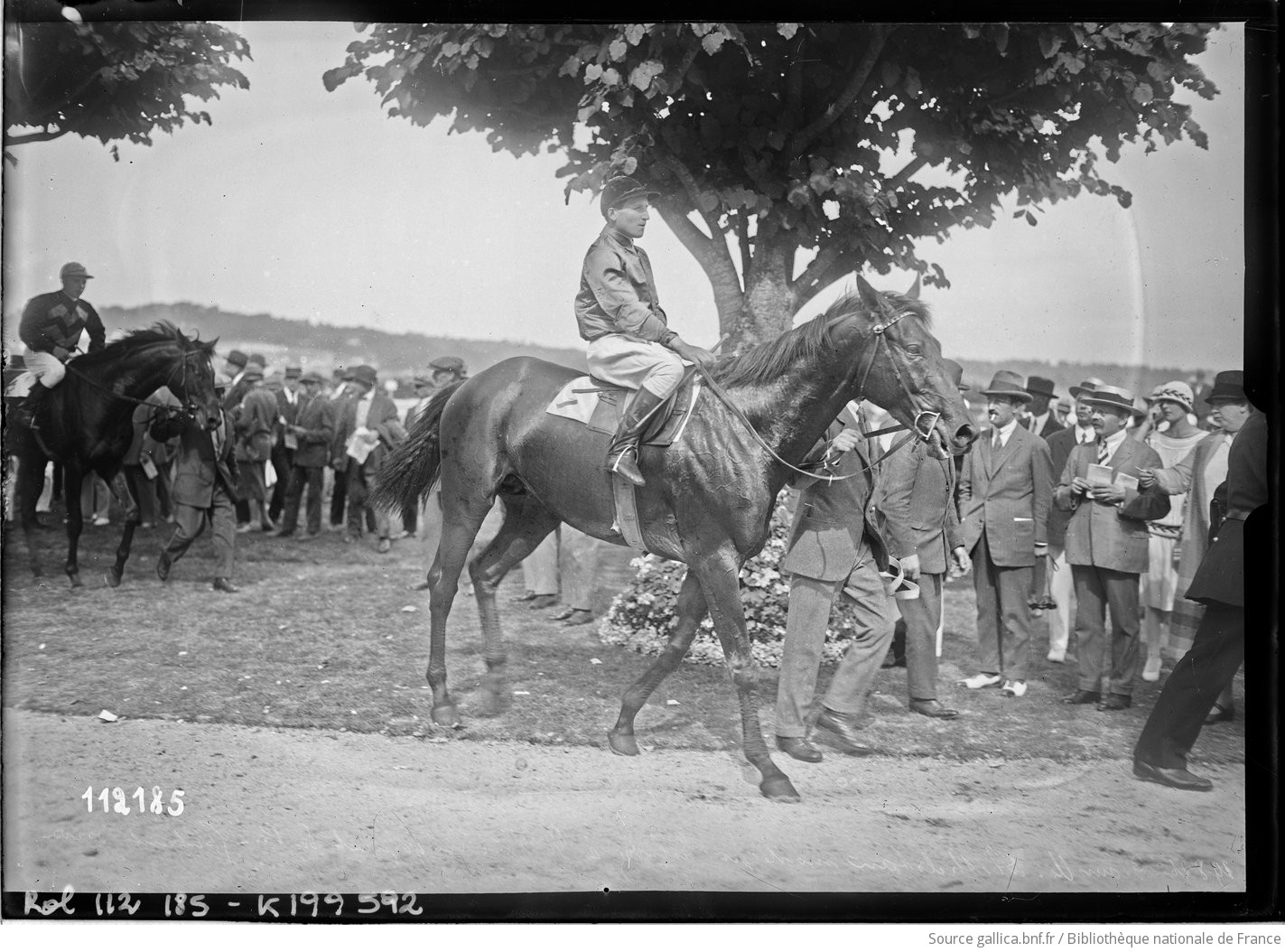
アセルスタン
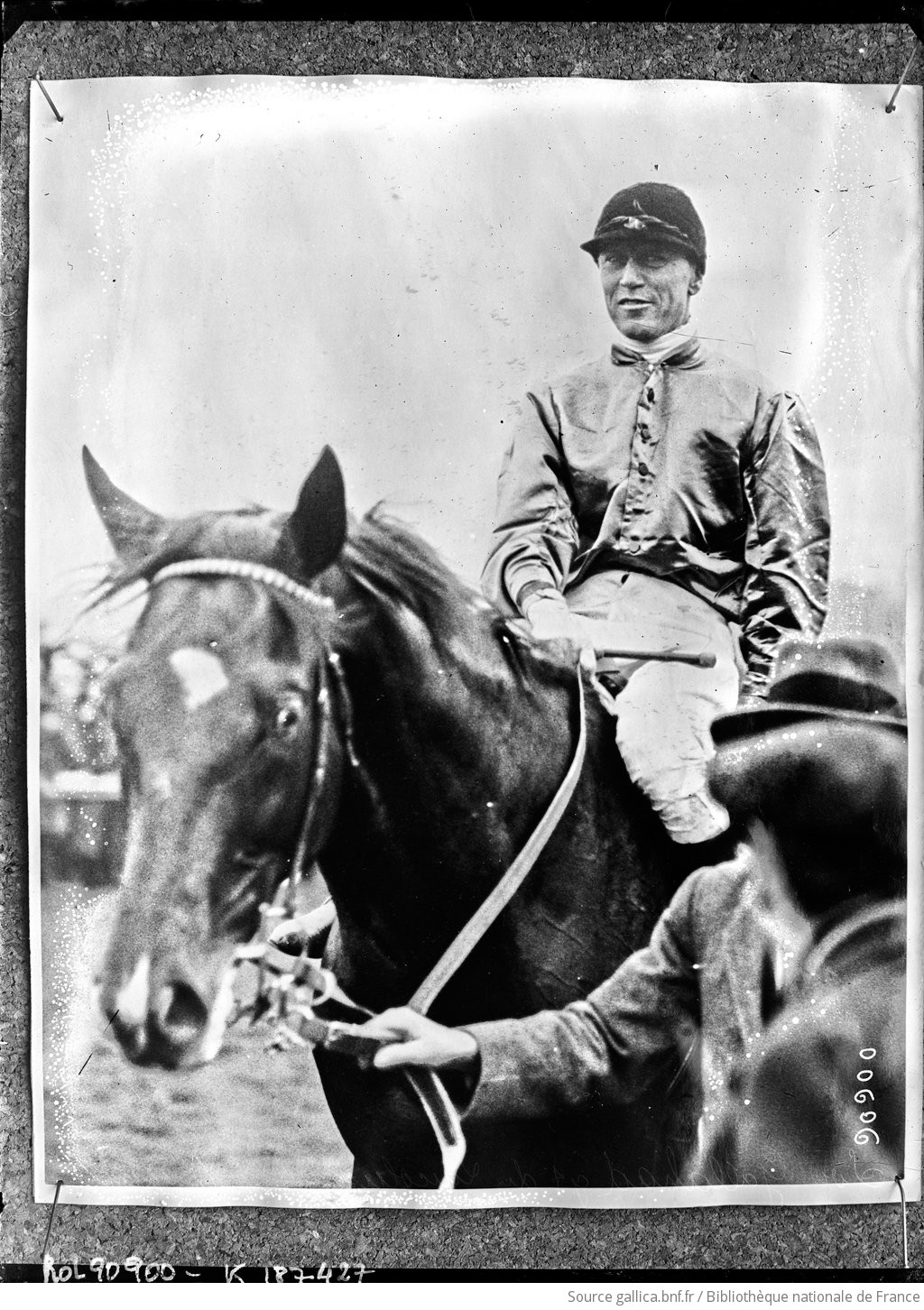
サーギャラハッド
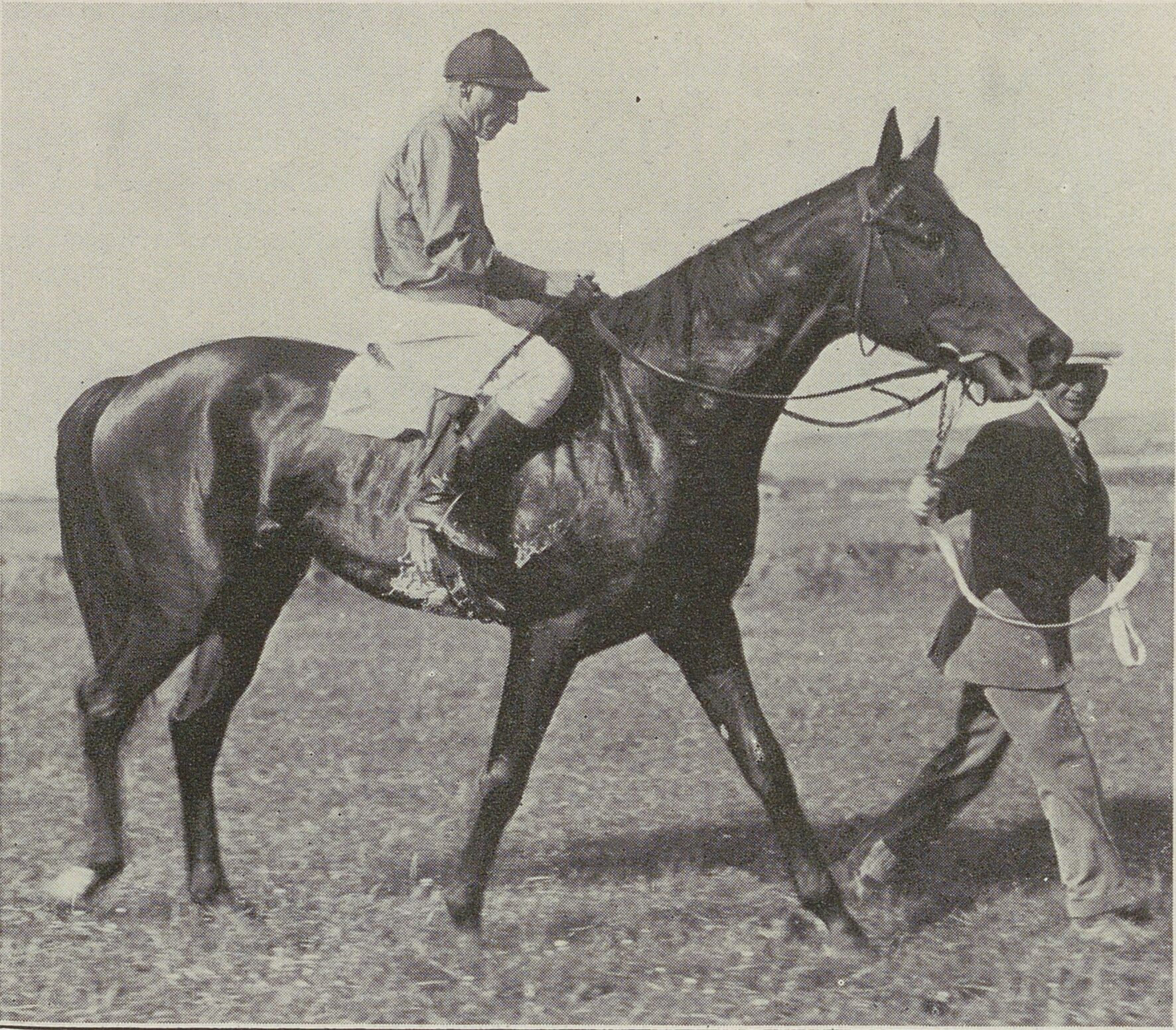
ブルドッグ